# Nicola Guaglianone
Nicola Guaglianone (Napoli, 5 maggio 1973) è uno sceneggiatore italiano.

## Biografia
Formatosi alla scuola di Leo Benvenuti, nel 1999 si trasferisce a Los Angeles dove frequenta seminari di sceneggiatura e struttura narrativa. Al suo rientro in Italia inizia a collaborare con le maggiori case di produzione televisive: Endemol, Magnolia, Palomar, Publispei.
Nel 2004 firma il soggetto e la sceneggiatura del cortometraggio Il produttore con il quale ha inizio il sodalizio professionale con il regista Gabriele Mainetti. Insieme realizzano i corti Basette, finalista ai David di Donatello 2009, e Tiger Boy, vincitore del Nastri d'argento 2013, finalista ai David di Donatello 2012 e in shortlist ai premi Oscar 2014 per il miglior cortometraggio, senza però aggiudicarsi la nomination.
Nel 2015 scrive il soggetto (autore unico) e la sceneggiatura (insieme a Menotti)  del suo primo lungometraggio, Lo chiamavano Jeeg Robot, che ottiene un buon successo di pubblico e critica e la vittoria di sette David di Donatello: Guaglianone ottiene una candidatura per la migliore sceneggiatura, la terza dopo quella ricevuta l'anno precedente per il corto Due piedi sinistri, premiato successivamente con il Globo d'oro. 
Nel 2017 è tra gli sceneggiatori della commedia L'ora legale del duo comico Ficarra e Picone. Quello stesso anno vince il David di Donatello firmando il soggetto (autore unico) e la sceneggiatura del film Indivisibili, diretto da Edoardo De Angelis e presentato in anteprima alle Giornate degli autori alla 73ª Mostra internazionale d'arte cinematografica di Venezia. Sempre nello stesso anno scrive insieme a Menotti e Carlo Verdone il soggetto e la sceneggiatura di Benedetta follia, diretto dallo stesso Verdone. Con Luca Miniero firma il soggetto e la sceneggiatura di Sono tornato, prodotto da Indiana Production. Nello stesso anno lavora al soggetto di serie e alla sceneggiatura di due episodi di Suburra - La serie. Nel 2018, Guaglianone riceve il Premio Flaiano per la sceneggiatura.

## Filmografia

### Cinema
- Lo chiamavano Jeeg Robot, regia di Gabriele Mainetti (2015)
- Indivisibili, regia di Edoardo De Angelis (2016)
- L'ora legale, regia di Ficarra e Picone (2017)
- Benedetta follia, regia di Carlo Verdone (2018)
- Sono tornato, regia di Luca Miniero (2018)
- In viaggio con Adele, regia di Alessandro Capitani (2018)
- La Befana vien di notte, regia di Michele Soavi (2018)
- Non ci resta che il crimine, regia di Massimiliano Bruno (2019)
- Il primo Natale, regia di Ficarra e Picone (2019)
- Freaks Out, regia di Gabriele Mainetti (2021)
- La Befana vien di notte 2 - le origini, regia di Paola Randi (2021)

### Televisione
- Un anno a primavera, regia di Angelo Longoni - film TV (2005)
- 7 vite - serie TV (2006-2009)
- Anna e i cinque - serie TV (2010-2011)
- Suburra - La serie - serie Netflix, 2 episodi (2017)
- Vita da Carlo, regia di Carlo Verdone e Arnaldo Catinari - serie Amazon Video (2021)

### Cortometraggi
- Il produttore, regia di Gabriele Mainetti (2004)
- Ultima spiaggia, regia di Gabriele Mainetti (2005)
- Amici all'italiana, regia di Nicola Guaglianone (2006)
- Basette, regia di Gabriele Mainetti (2008)
- Tiger Boy, regia di Gabriele Mainetti (2012)
- Due piedi sinistri, regia di Isabella Salvetti (2015)
- Ningyo, regia di Gabriele Mainetti (2016)
- Hand in the Cap, regia di Adriano Morelli (2019)

## Riconoscimenti
- David di Donatello
  - 2012 – Nomination per Tiger Boy, regia di Gabriele Mainetti
  - 2015 – Nomination per Due piedi sinistri, regia di Isabella Salvetti
  - 2016 – Nomination per Lo chiamavano Jeeg Robot, regia di Gabriele Mainetti
  - 2017 – Miglior sceneggiatura per Indivisibili, regia di Edoardo De Angelis
  - 2019 – Nomination per Sono tornato, regia di Luca Miniero
- Globo d'oro
  - 2015 – Vincitore per Due piedi sinistri, regia di Isabella Salvetti
- Nastro d'argento
  - 2006 – Finalista per Amici all'italiana, regia di Nicola Guaglianone
  - 2009 – Finalista per Basette, regia di Gabriele Mainetti
  - 2013 – Vincitore per Tiger Boy, regia di Gabriele Mainetti
  - 2016 – Finalista per Lo chiamavano Jeeg Robot, regia di Gabriele Mainetti
  - 2017 – Miglior soggetto per Indivisibili, regia di Edoardo De Angelis
- Premio Flaiano
  - 2018 – Vincitore per Benedetta follia, Sono tornato e L'ora legale
- Ciak d'oro
  - 2017 – Ciak d'oro per la migliore sceneggiatura per Indivisibili[1]